# Biston mesle
Biston mesle là một loài bướm đêm trong họ Geometridae.